# Jules Renkin
Jules Laurent Jean Louis Renkin (1862. december 3.– 1934. július 15.) belga politikus és államférfi volt, Belgium miniszterelnöke 1931 és 1932 között.

## Élete
Renkin 1862-ben a brüsszeli Ixelles kerületben született. Jogi tanulmányokat folytatott és társalapítója volt a L'Avenir Sociale folyóiratnak, amely a kereszténydemokraták nézeteit követte. 1896-ban a katolikus párt tagjaként Brüsszel képviseletében választották meg a belga képviselőház tagjává és haláláig megtartotta képviselői helyét. Eredetileg a párt kereszténydemokrata szárnyával rokonszenvezett, de idősebb korára Renkin nézetei egyre konzervatívabbak lettek.
Az egymást követő katolikus kormányokban számos miniszteri pozíciót töltött be:
- igazságügyi miniszter 1907 – 1908 között
- gyarmatügyi miniszter 1908 – 1918 között
- belügyminiszter 1918 – 1920 között
- vasút, posta és távközlési miniszter 1918 – 1921 között.

1920-ban államminiszterré nevezték ki.
1931. június 6-án alakította meg rövid életű kormányát, amelyben a belügyi, pénzügyi és a közegészségügyi tárcát is ő felügyelte. A kormány, bár hozott néhány fontos intézkedést, mint például a holland nyelv hivatalossá tételét a közigazgatásban és az oktatásban, nem tudott megbirkózni a Belgiumba is begyűrűző világgazdasági válság hatásaival és a következő év október 22-én lemondott.

## A Renkin-kormány tagjai
| Miniszteri tiszt                                     | Név                | Párt      |
| ---------------------------------------------------- | ------------------ | --------- |
| Miniszterelnök, belügyi és közegészségügyi miniszter | Jules Renkin       | Katolikus |
| Külügyminiszter                                      | Paul Hymans        | Liberális |
| Művészeti és tudományos miniszter                    | Robert Petitjean   | Liberális |
| Igazságügyminiszter                                  | Fernand Cocq       | Liberális |
| Pénzügyminiszter                                     | Maurice Houtart    | Katolikus |
| Mezőgazdasági miniszter                              | Emile van Dievoet  | Katolikus |
| Közmunkaügyi miniszter                               | Jules Van Caenegem | Katolikus |
| Ipari, munkaügyi és szociális miniszter              | Hendrik Heyman     | Katolikus |
| Szállítmányozási miniszter                           | Philip Van Isacker | Katolikus |
| Vasút, posta és távközlési miniszter                 | François Bovesse   | Liberális |
| Honvédelmi miniszter                                 | Henri J. Denis     | Liberális |
| Gyarmatügyi miniszter                                | Paul Crokaert      | Katolikus |

## Változások
- 1932. február 27.
  - Renkin átadja a belügyi és a közegészségügyi tárca vezetését Henri Carton de Tournai-nak.
  - Maurice Houtart lemond a pénzügyminisztérium éléről, utódja Jules Renkin.
- 1932. május 23.
  - Jules Van Caenegem lemond a közmunkaügyi minisztérium éléről, utóda Gustave Sap lett.
  - Philip Van Isacker lemond a szállítmányozási minisztérium éléről, utóda Pierre Forthomme lett.
  - Paul Crokaert lemond a gyarmatügyi tárca éléről és átveszi a honvédelmi minisztérium irányítását Henri J. Denis-től.
  - Paul Tschoffen átveszi a gyarmatügyi tárca irányítását.

## Lásd még
- Jules Renkin egyik beszéde, amit Kinshasa kormányzójaként mondott a Kongó folyó környékén tevékenykedő misszionáriusok előtt mondott (angol nyelven), 1883. [2021. május 12-i dátummal az eredetiből archiválva]. (Hozzáférés: 2008. szeptember 17.)

## Fordítás
- Ez a szócikk részben vagy egészben  a   Jules Renkin című angol Wikipédia-szócikk fordításán alapul.  Az eredeti cikk szerkesztőit annak laptörténete sorolja fel. Ez a jelzés csupán a megfogalmazás eredetét és a szerzői jogokat jelzi, nem szolgál a cikkben szereplő információk forrásmegjelöléseként.